# Åby landskommun
Åby landskommun var en kommun i Kalmar län.

## Administrativ historik
Kommunen inrättades som landskommun i Åby socken i Norra Möre härad i Småland när 1862 års kommunalförordningar trädde i kraft. Den uppgick 1952 i Läckeby landskommun som 1971 uppgick i Kalmar kommun.

## Politik

### Mandatfördelning i Åby landskommun 1938-1946
| 10 | 11 |

| 21 |

| 9 | 11 |

| 20 |

| 9 | 11 |

| 19 |